# السيح الجنوبي (الأفلاج)
السيح الجنوبي، هو مركز من فئة (ب) يقع في محافظة الأفلاج، ويتبع لمنطقة الرياض في السعودية. يبعد السيح الجنوبي عن محافظة الأفلاج بحوالي 13 كم.
بلغ عدد سكان السيح الجنوبي حسب تعداد 1431هـ/2010م ما يقارب 961 نسمة.